# Stânca Balamutca
Stânca Balamutca (în ucraineană Баламутівська стінка) este o rezervație peisagistică de importanță locală din raioanele Hotin (parțial) și Zastavna, regiunea Cernăuți (Ucraina), situată la est de satul Balamutca, fiind totodată administrată de consiliul local al localității.
Suprafața ariei protejate constituie 78,7 de hectare și a fost înființată în anul 1993 prin decizia consiliului regional. Statutul a fost acordat pentru protecția unei zone cu pante abrupte din dreapta canionului Nistrului, cu un complex natural valoros. Există formațiuni carstice, izvoare și cascade.